# شیطان درون (فیلم ۲۰۱۲)
شیطان درون (انگلیسی: The Devil Inside) فیلمی در ژانر ترسناک به کارگردانی ویلیام برنت بل است که در سال ۲۰۱۲ منتشر شد.